# 沖縄県立森川特別支援学校
沖縄県立森川特別支援学校（おきなわけんりつ もりかわとくべつしえんがっこう）は、沖縄県中頭郡西原町字森川にある公立特別支援学校。病弱児を教育対象とする。

## 学部
- 小学部
- 中学部
- 高等部

## 訪問学級
- 沖縄県立北部病院
- 沖縄県立中部病院
- 中頭病院
- 琉球大学医学部附属病院
- 那覇市立病院
- 沖縄県立南部医療センター・こども医療センター
- 沖縄赤十字病院
- 沖縄協同病院